# وادي الصرار
وادي الصرار ويعرف أيضًا بنهر روبين وهو أحد أودية السفوح الغربية لجبال فلسطين التاريخية والجارية بين منطقة القدس شرقاً ومنطقة يافا غرباً.
من ارتفاعات 700م بمنطقة الرام تجري مياه الامطار لتلتقي بالمياه الماطرة من بير نبالا وبيت حنينا ويتشكل مجرى الوادي حافراً مجراه باتجاه الجنوب الغربي عبر لفتا وقالونيا وصطاف ويتلقى رافداً يسارياً هو وادي بتير ويصبح اتجاهه شرقياً غربياً مع منعطفات كثيرة، ورافداً يمينياً هو وادي كسلا المنحدر من بيت سوريك وبيت نقوبا. وبعد التقاء وادي كسلا بوادي الصرار قرب بلدتي عرتوف وصرعة مسافة 5 – 6كم يتجه نحو الشمال الغربي عبر الأقدام السفوح لجبال القدس. ويظل اسم وادي الصرار ملازماً له حتى يصل إلى أراضي قريتي المغار وقطرة وما بعدها بقليل فيعرف بوادي قطرة. ويتابع الوادي سيره، ولكن باتجاه شمالي – شمالي غربي، ماراً بأراضي يبنة، وزرنوقة والقبيبة. ثم ينعطف نحو الشمال الغربي فالغرب، ويسير مسافة 5 كم ابتداء من موقع تل أبو سلطان. وتعرف هذه القطعة باسم نهر روبين، وهو دائم الجريان على مدار السنة وينتهي في البحر المتوسط على بعد 14 كم جنوب مدينة يافا قرب النبي روبين (مستعمرة بلماحيم) وشمال ميناء روبين.
مساحة حوض روبين / الصرار فتقدر نحو 7.5كم2 وانحداره شديد في مناطق القدس ويضعف باقترابه من البحر الأبيض المتوسط.
بحسب العهد القديم وادي الصرار هو موطن دليلة حيث أُغوي شمشون ليكشف سر قوته، فأسره فلستيون وأعموه وسجنوه.

## ملكية الأرض على طول النهر
```
وفي عام 1921، سميت الأراضي التي تحد وادي الصرار التي تمر إلى الجنوب من عرتوف "أرض المراعي"، لكثرة المراعي التي استخدامتها القرى المجاورة.
[
7
]
```

## الطرق والسكك الحديدية

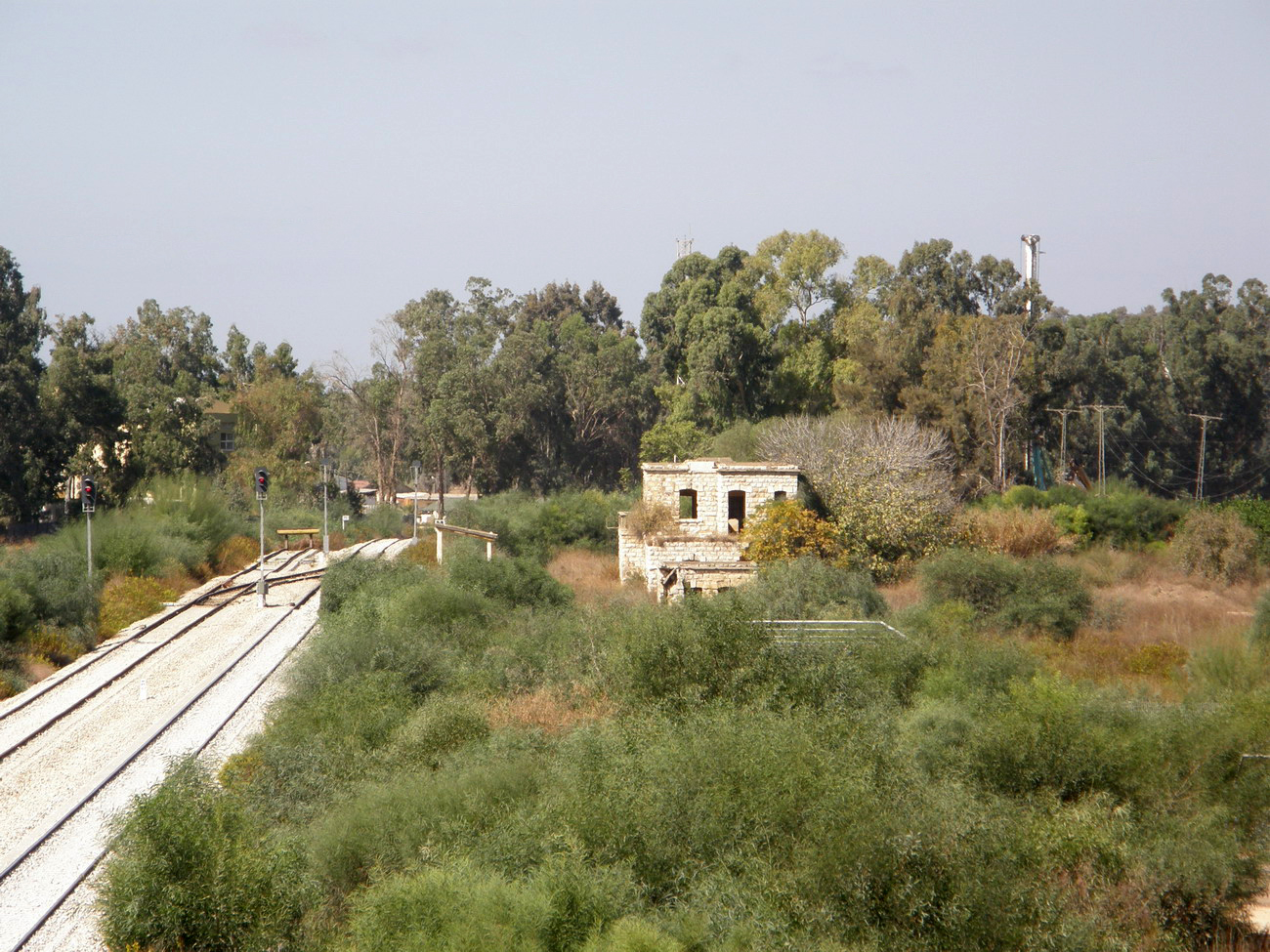
بقايا محطة قطار ناحال سوريك

في القرن التاسع عشر، خدم وادي الصرار كحلقة وصل مهمة بين المدينتين الرئيسيتين في المنطقة، يافا والقدس. ولأن السكك الحديدية كانت تعتمد في ذلك الوقت على مصادر المياه، قرر العديد من المساحين الذين خططوا لأول خط سكك حديدية في الشرق الأوسط، خط يافا -القدس، استخدام وادي الصرار كطريق رئيسي للخط. افتتح الخط في عام 1892، بعد ناحال سوريك حتى تقاطعه مع وادي الرفائيم، وبعد ذلك يتبع وادي الرفائيم إلى القدس. وفي حين أن خط السكة الحديدية العالي السرعة من تل أبيب إلى القدس مصمم لتجنب طريق وادي الصرار وتقصير الخط، فقد تم تجديد خط السكة الحديدية القديم على طول وادي الصرار ولا يزال قيد الاستخدام. وهو يربط بين أكبر مدينتين في البلاد ومطارها الدولي الرئيسي، الذي يعمل في اتجاه غربي شرقي بين تل أبيب، مطار بن غوريون الدولي، اللد، الرملة، بيت شمش والقدس. أما اليوم، فيستخدم خط السكك الحديدية بشكل رئيسي كطريق خلاب يستخدمه السياح. وتوجد عدة خزانات مياه صغيرة على طول مساره، ولا سيما بالقرب من تل شاهار ويسودوت. تقع الشلالات على العديد من روافدها، بما في ذلك أيانوت ديكاليم في بيت شيمش، عين سيفلة على ناحال هميارا، وغيرها.

## محمية طبيعية
تمتد محمية وادي الصرار الطبيعية، التي أعلن عنها لأول مرة في عام 1965، ومنذ ذلك الحين تم توسيعها، على أكثر من 11000 دونم، من محمية مغارة سوريك الطبيعية بالقرب من بيت شيمش، إلى موشاف نس حاريم.

## معرض الصور

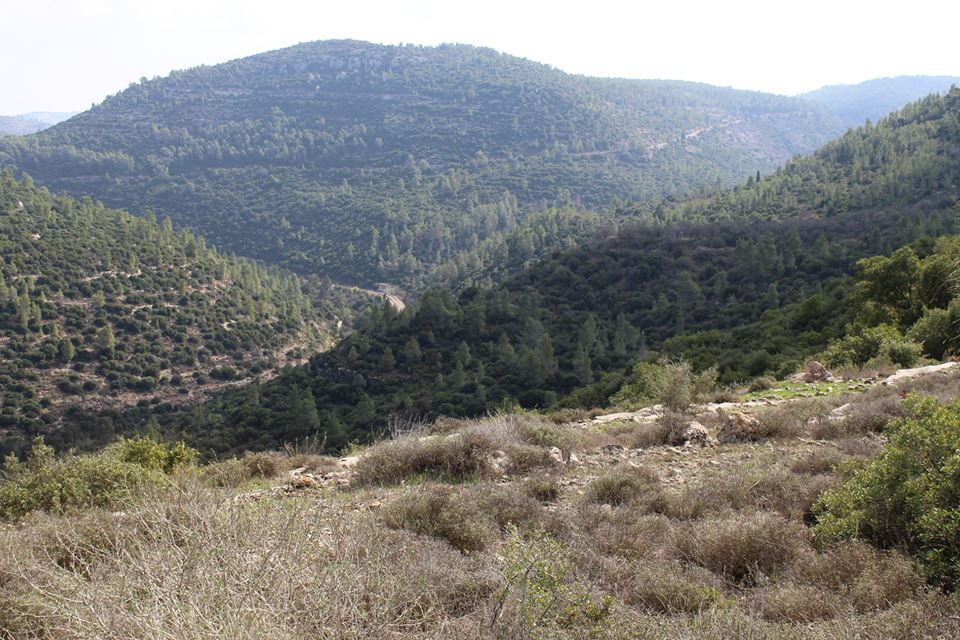
جبل بعيد يرتفع فوق وادي الصرار
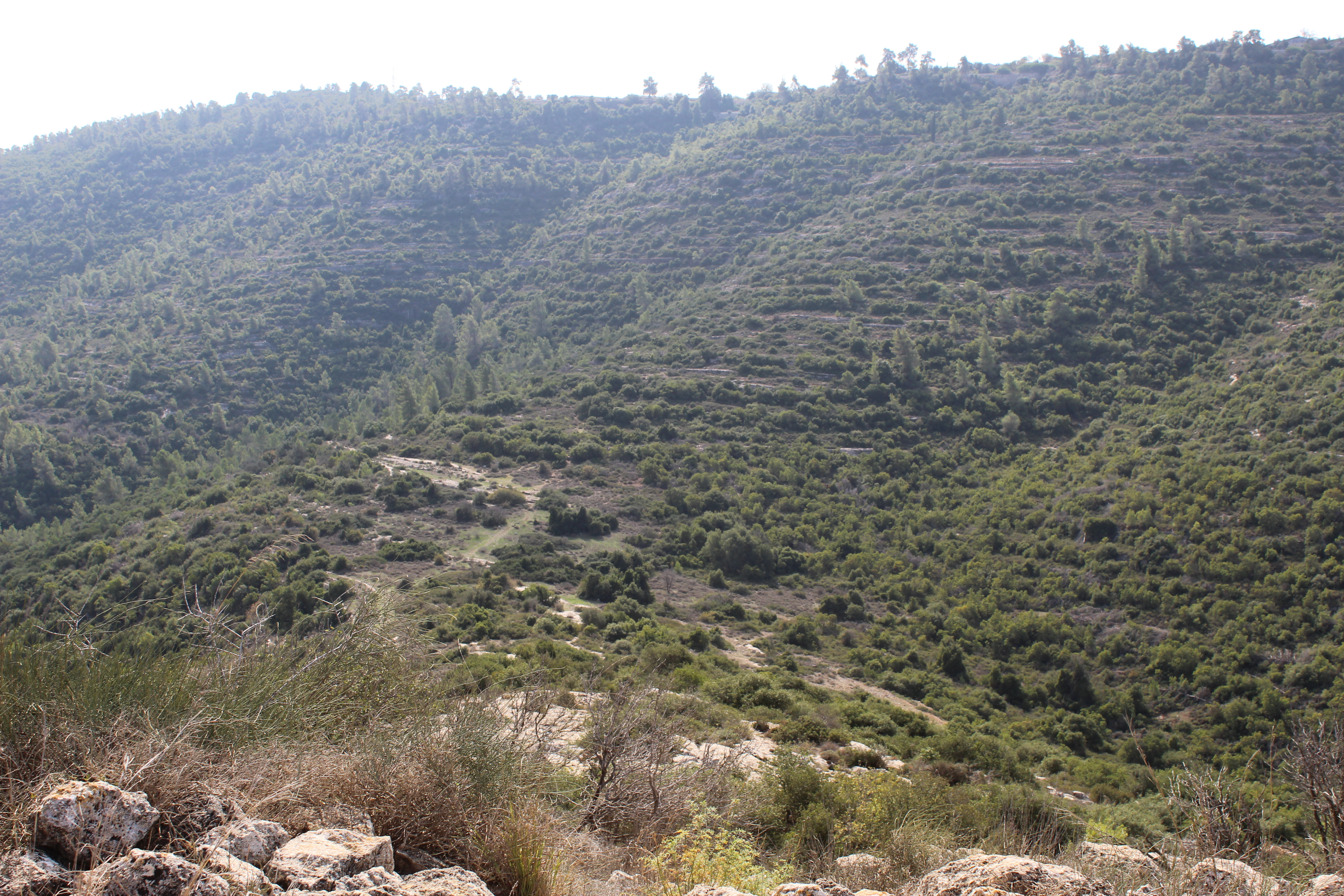
جبال الغابات فوق ناحال سوريك
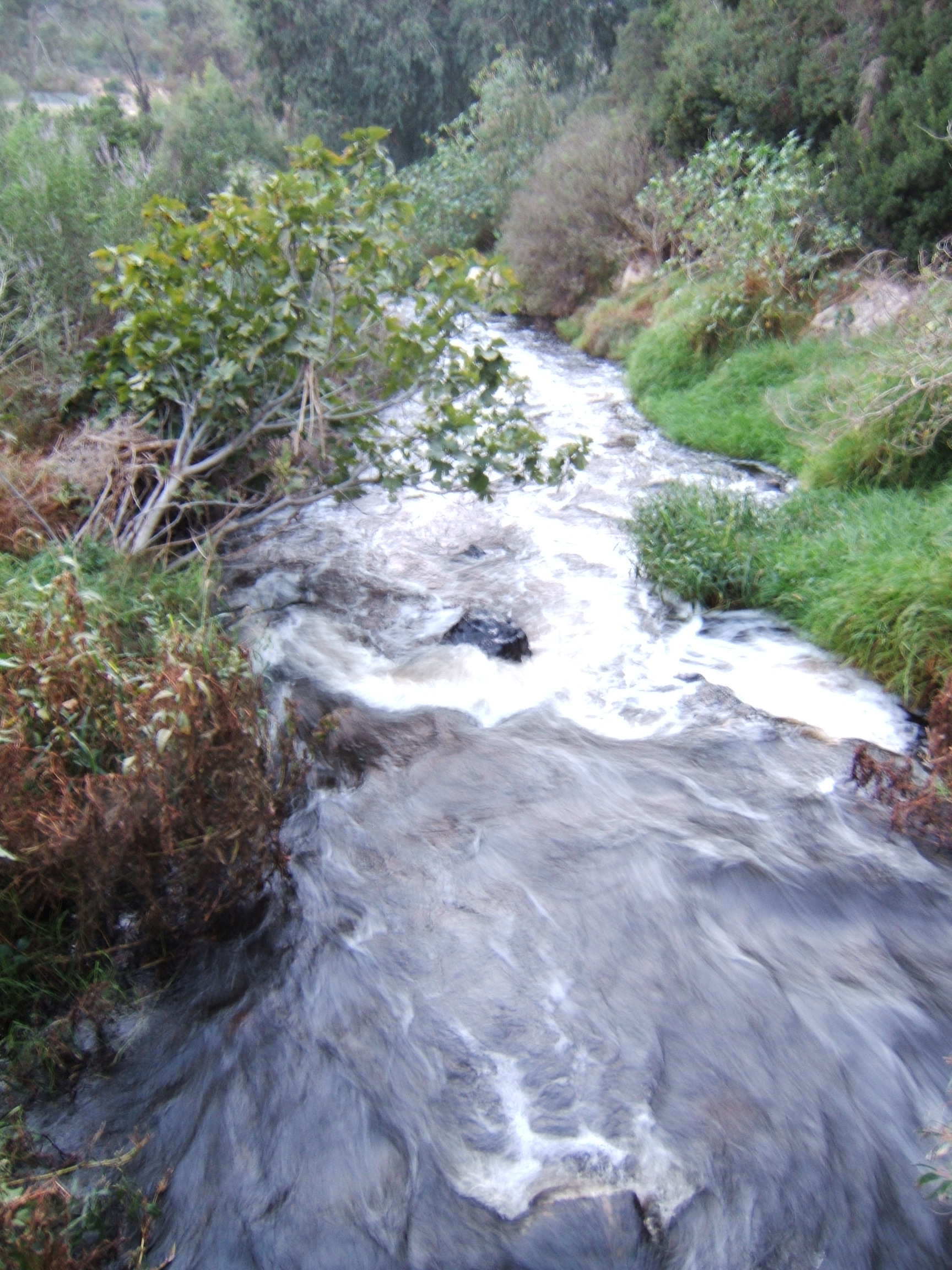
مياه جارية من بروك في وادي الصرار
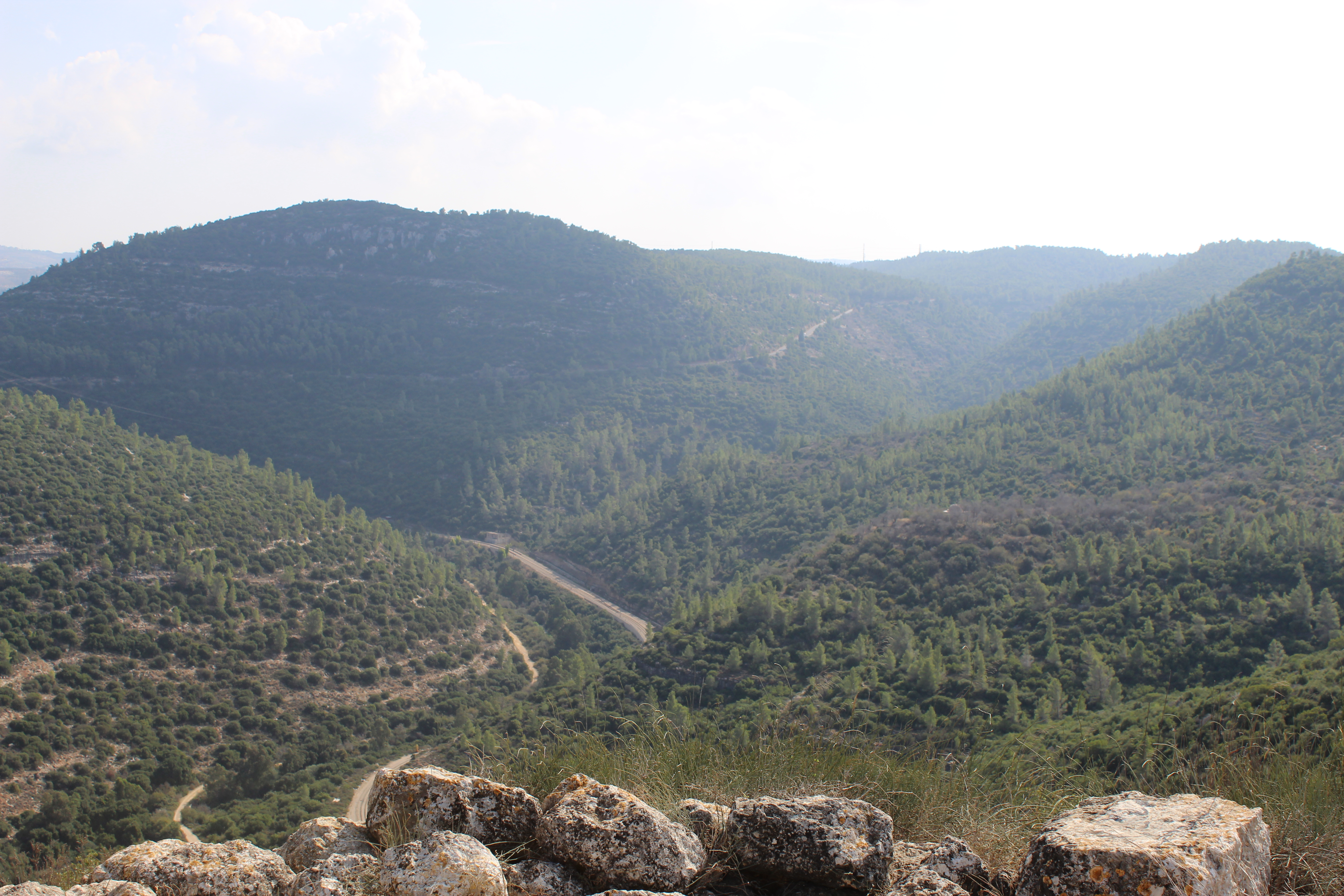
النظر نحو الشرق من طور شمعون
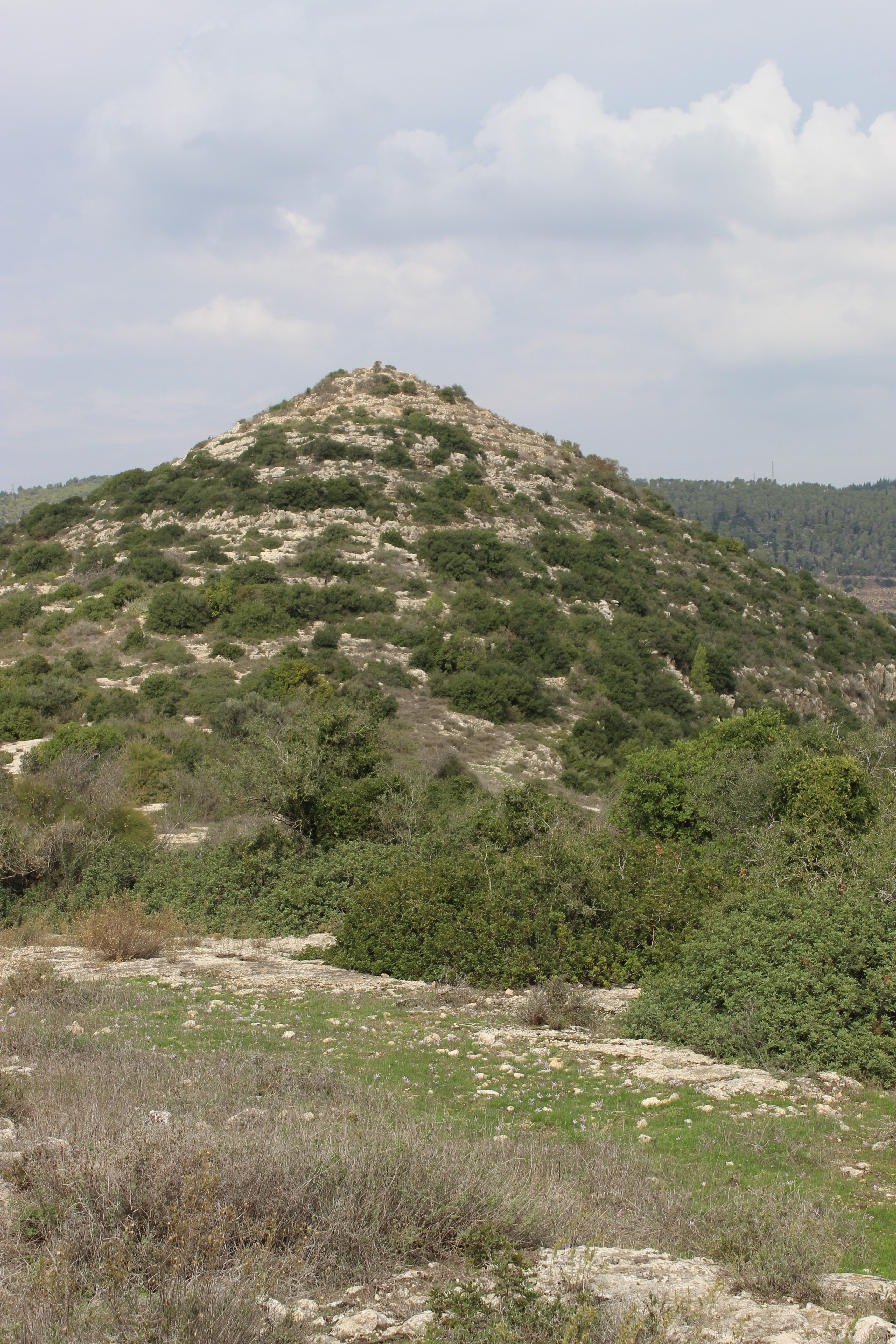
منظر لطور شمعون في وادي الصرار
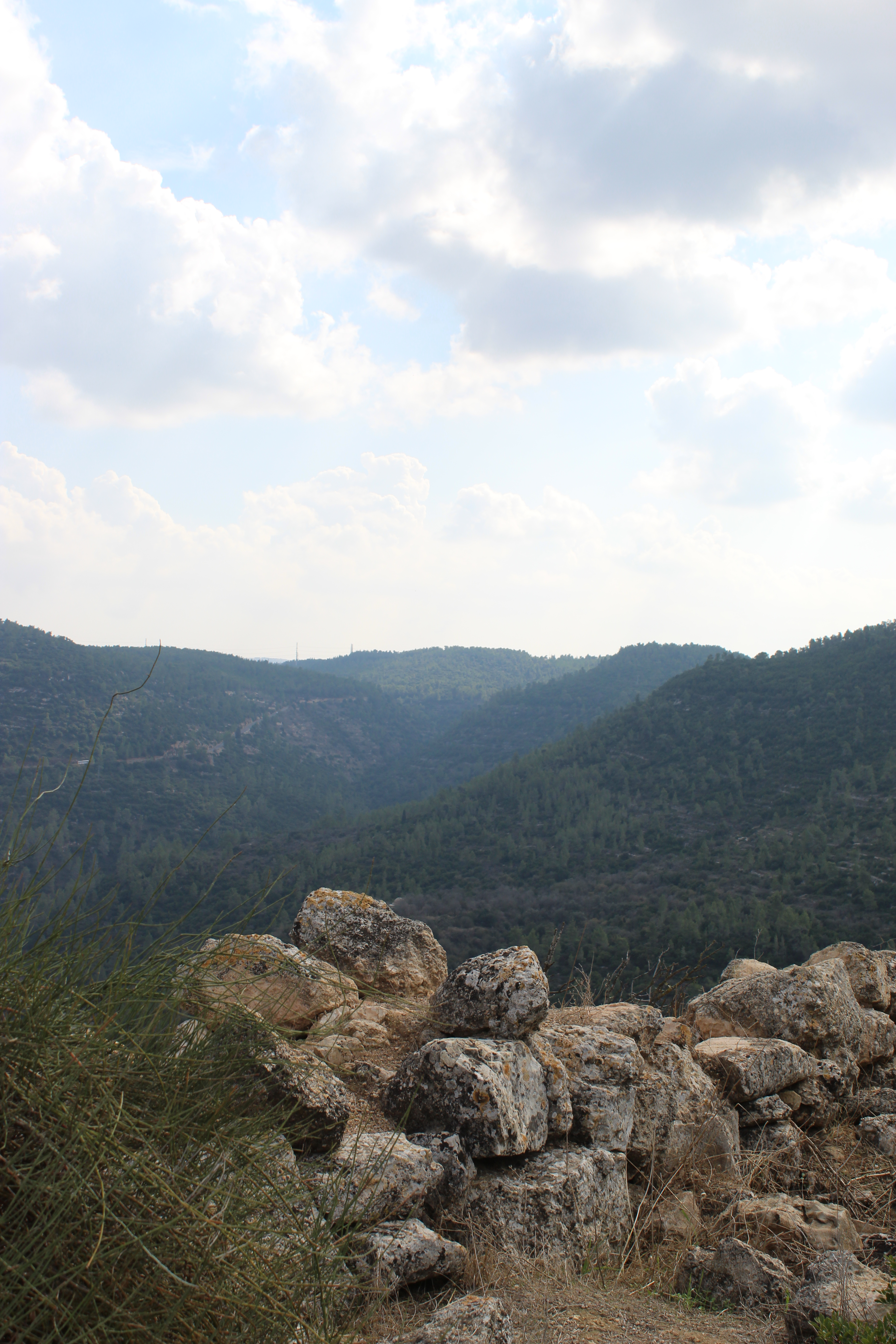
سور طور شمعون القديم (هورفات تورا)
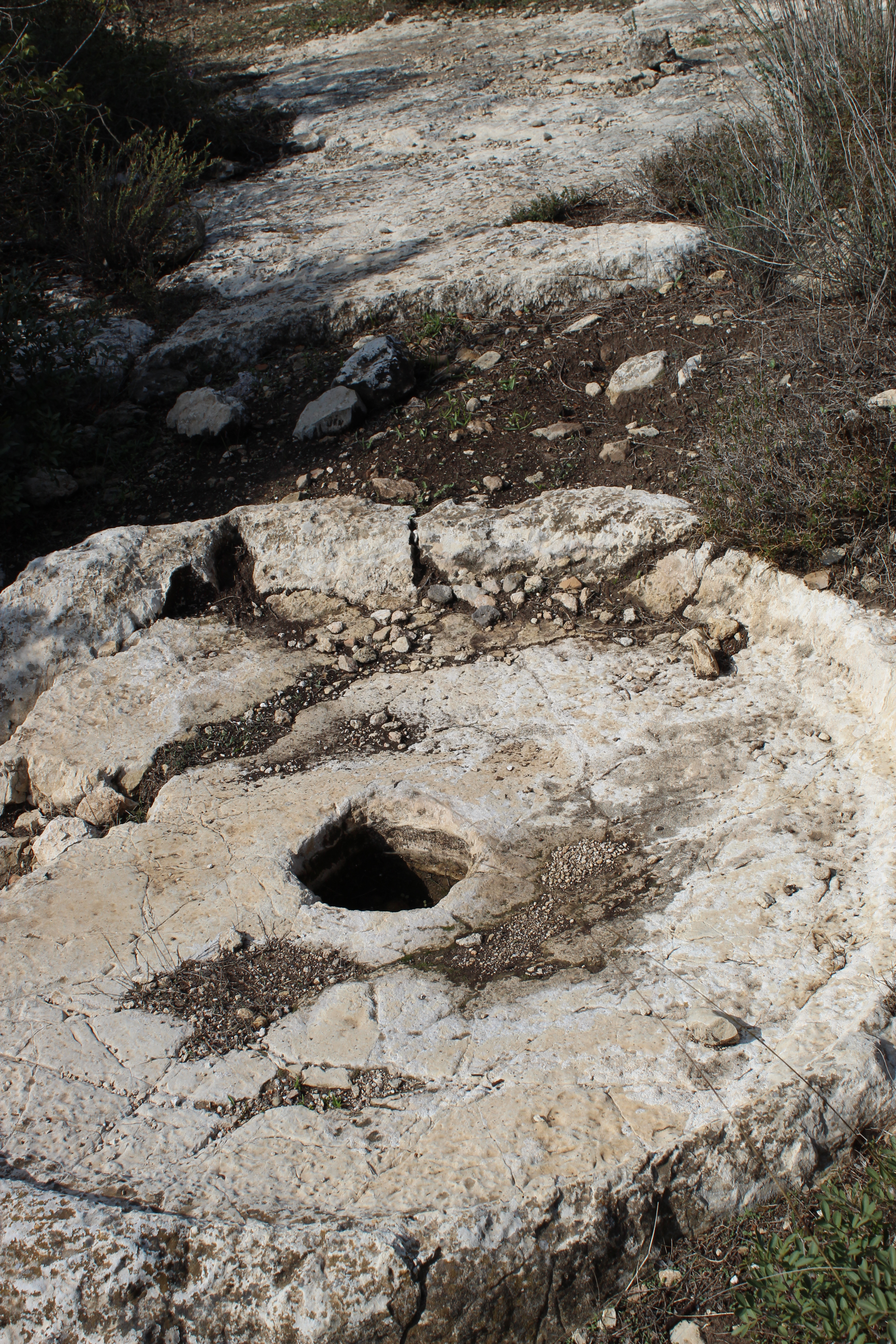
بقايا الثقافة المادية في وادي الصرار
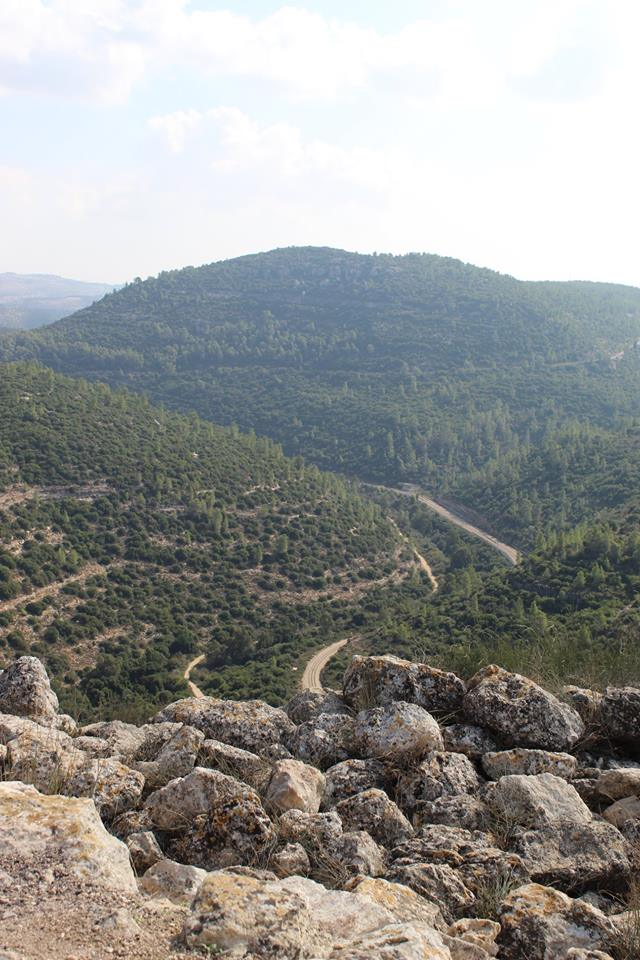
منظر لوادي الصرار من أنقاض طور شمعون
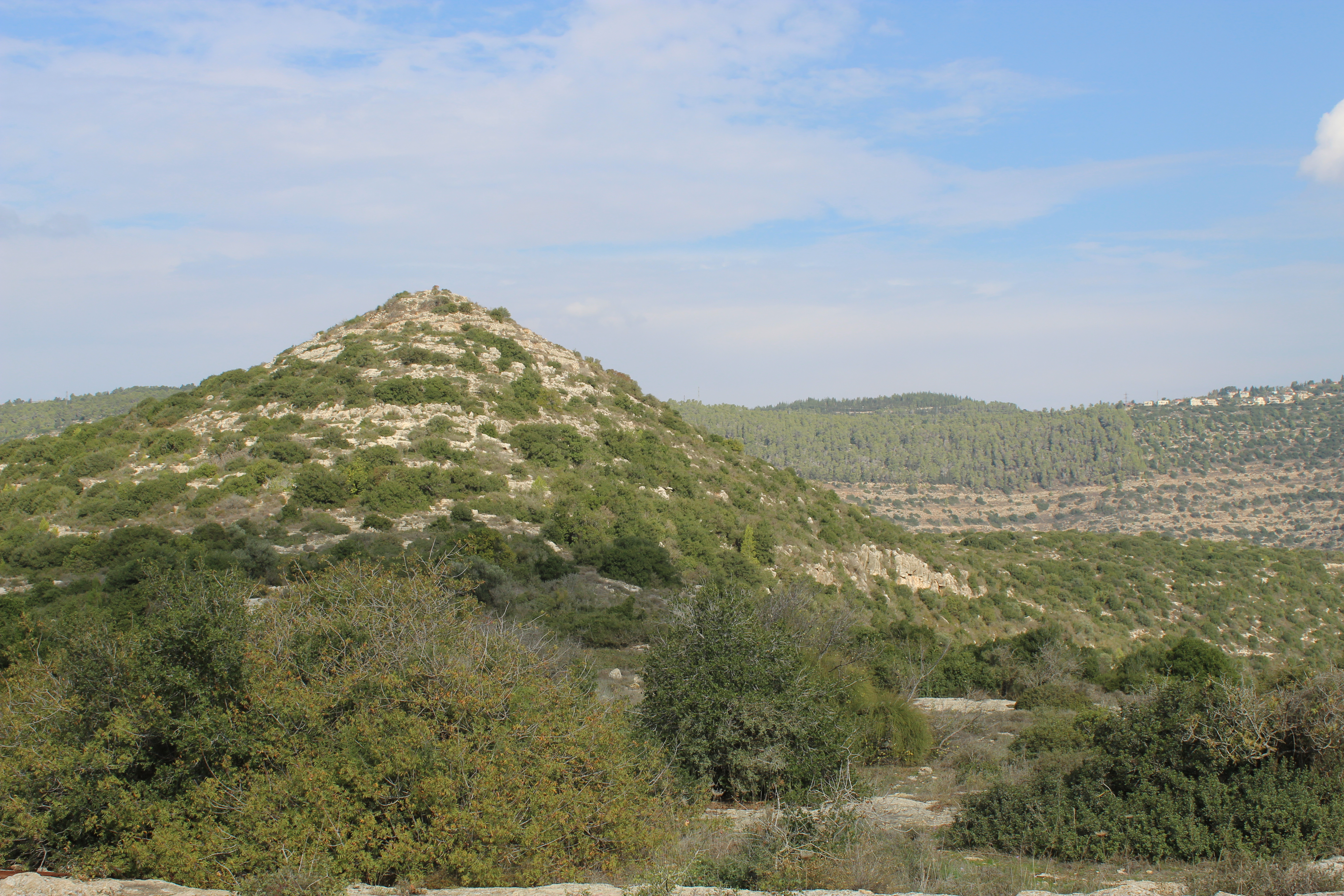
طور شمعون يرتفع من ناحال سوريك
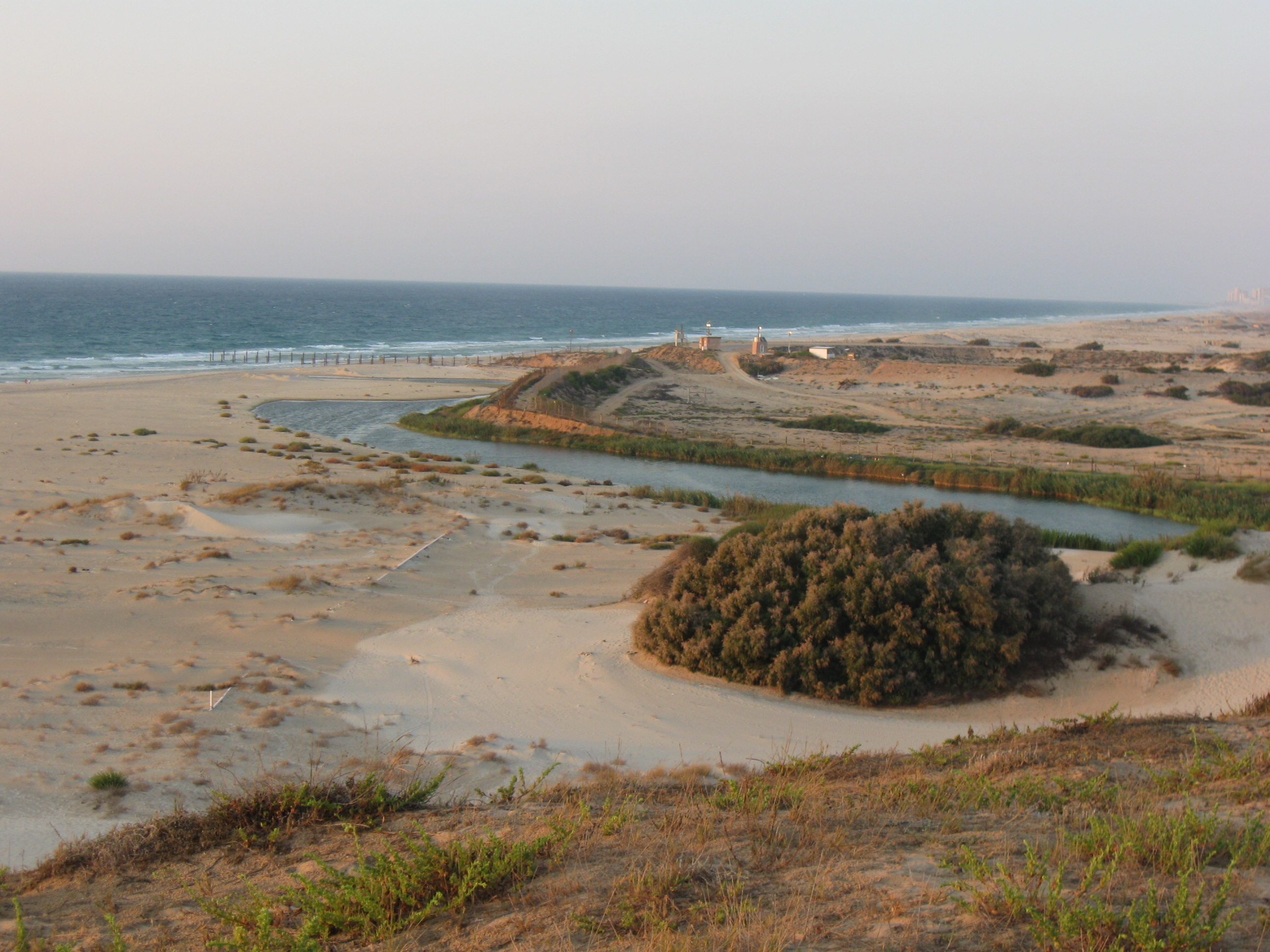
المكان الذي يصب فيه وادي الصرار في البحر
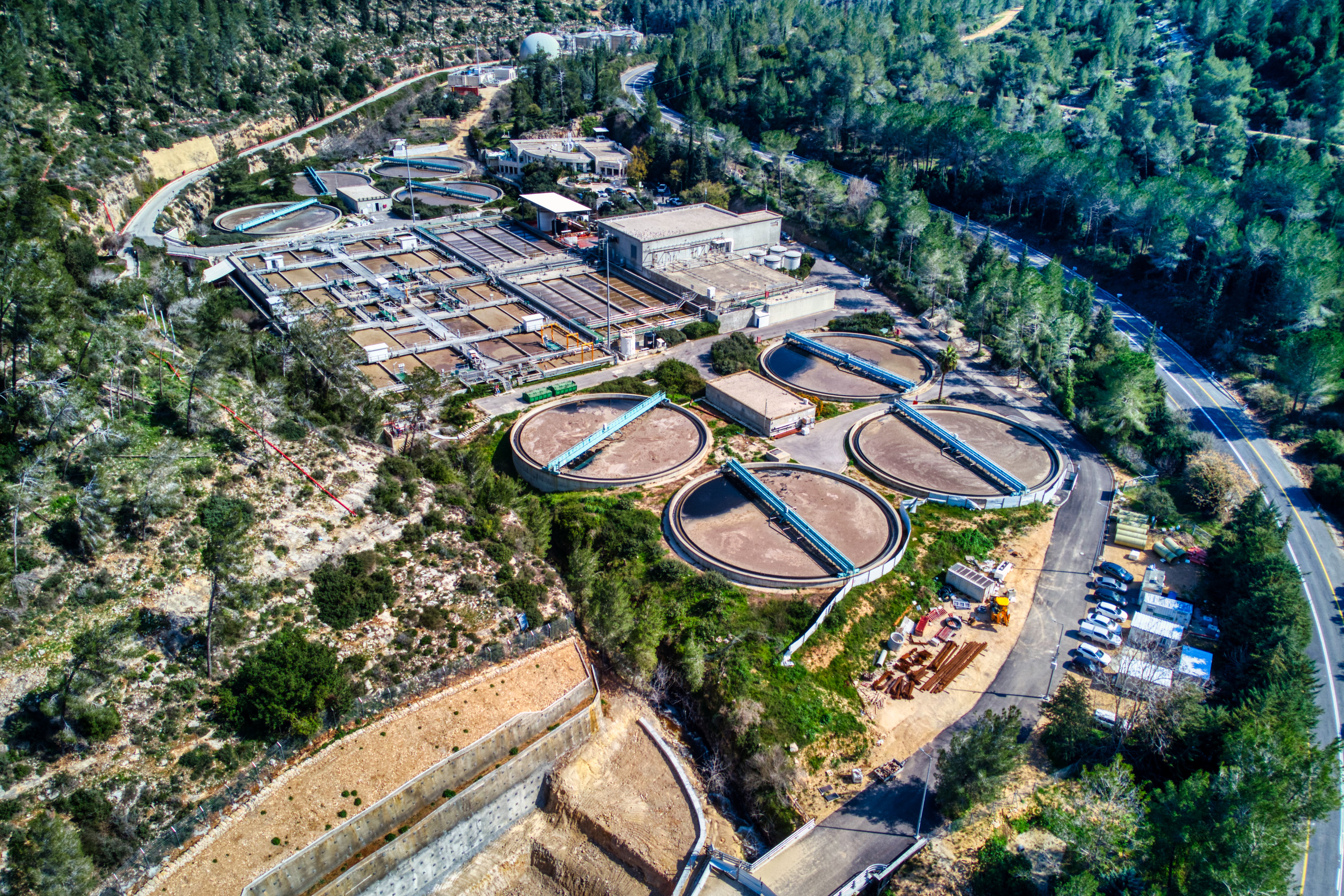
[[معالجة مياه الصرف الصحي | محطة معالجة مياه الصرف الصحي في وادي الصرار، بالقرب من طريق 386